# 卡罗瑟斯方程
卡罗瑟斯方程（英文：Carothers equation）由美国化学家华莱士·卡罗瑟斯于1935年提出。方程给出了在逐步聚合中，聚合度Xn,与反应程度 p的关系。

## 线性聚合物，等物质的量的两种单体
逐步聚合反应中最简单的一个例子是两种等物质的量的单体形成完全线性的聚合物，典型的例子是一摩尔的六亚甲基二胺（H2N(CH2)6NH2）和一摩尔的己二酸（HOOC-(CH2)4-COOH)反应生成尼龙-6,6（[-NH-(CH2)6-NH-CO-(CH2)4-CO-]n）
在这一例子中，
{\displaystyle {\bar {X}}_{n}={\frac {1}{1-p}}}
- Xn是数均聚合度。
- p是反应程度，定义为：

- p = (N0-N)/N0,其中
- N0是反应起始的基团数
- N是t时刻剩余的基团数

这一方程表明，要得到高聚合度的聚合物，反应进度必须十分接近于1.例如反应程度为98%时，聚合度为50，而反应程度为99%时，聚合度增加到100.

## 线性聚合物，一种单体过量
在工业上，常会让其中一种单体过量，令另一种反应物反应充分，此时的卡罗瑟斯方程变为
{\displaystyle {\bar {X}}_{n}={\frac {1+r}{1+r-2rp}}}
- r是较少量单体和较多单体的基团比或物质的量比，故r < 1。加入过量反应物的结果是在同样的反应程度条件下，聚合度会降低。 在极限情况下,反应程度p → 1，可以得出

{\displaystyle {\bar {X}}_{n}\to {\frac {1+r}{1-r}}}
若一种单体过量1%时，最大的聚合度为99。故可以通过控制某种单体过量的量来控制最终的聚合度。

## 多官能团单体的体型缩聚
对于含有N0个起始分子的体系来说，体系的起始官能团数是N0fav.其中的fav被称为平均官能度，定义为 
{\displaystyle f_{av}={\frac {\sum N_{i}\cdot f_{i}}{\sum N_{i}}}}
此时的卡罗瑟斯方程变为
{\displaystyle x_{n}={\frac {2}{2-pf_{av}}}}, where p equals to  {\displaystyle {\frac {2(N_{0}-N)}{N_{0}\cdot f_{av}}}}
卡罗瑟斯认为凝胶点时聚合度可以视为无穷大，从而到处凝胶点时的反应程度为: {\displaystyle {\frac {2}{f_{av}}}}。

## 相关的表达式
以下的几个表达式和卡罗瑟斯方程有关（线性聚合物，等物质量单体前提）
{\displaystyle {\begin{matrix}{\bar {X}}_{w}&=&{\frac {1+p}{1-p}}\\{\bar {M}}_{n}&=&M_{o}{\frac {1}{1-p}}\\{\bar {M}}_{w}&=&M_{o}{\frac {1+p}{1-p}}\\PDI&=&{\frac {{\bar {M}}_{w}}{{\bar {M}}_{n}}}=1+p\\\end{matrix}}}
where:
- Xw 是重均聚合物。
- Mn 是数均分子量。
- Mw 是重均分子量。
- Mo 是重复单元的分子量
- PDI是分子量分布宽度指数。

最后一个方程说明，在反应程度趋向于1时，分子量分布宽度指数趋近于2.